# Enicospilus aeus
Enicospilus aeus là một loài tò vò trong họ Ichneumonidae.